# Kościół ewangelicki w Witkowie
Kościół ewangelicki w Witkowie – kościół luterański, który znajdował się w Witkowie. Rozebrany w latach 1971-1972.

## Historia
W XIX wieku Witkowo było miastem wielonarodowym, większość mieszkańców stanowili Żydzi. Liczni byli również katolicy, przeważnie Polacy. Trzecią z ważnych grup byli Niemcy, luteranie. W mieście istniała już synagoga i kościół katolicki (wtedy budynki drewniane).
Decyzja o budowie świątyni ewangelickiej zapadła w 1827 roku (opublikowana 17 listopada tego roku), a objął ją osobistym patronatem król Prus. Kościół przetrwał w nienaruszonym stanie II wojnę światową. W 1945 roku w obawie przed nadciągającą Armią Czerwoną protestancka ludność niemiecka opuściła Witkowo. Pozostali zostali wymordowani. Kościół pozostawał przez krótki czas opuszczony, aż zainteresowały się nim władze PRL. Nie powiodła się próba przekształcenia go w dom ludowy, więc uczyniono zeń spichlerz na zboże. Świątynia została zaniedbana, a wobec nieopłacalności remontu i braku zainteresowania ewangelików odzyskaniem kościoła, został rozebrany w latach 1971-1972. Decyzja ta spotkała się z wielką krytyką. W miejscu dawnego kościoła (ulica Kościuszki) urządzono park miejski.
Społeczność protestancka w Witkowie posiadała własny cmentarz, który z upływem czasu połączył się z cmentarzem katolickim. Po II wojnie światowej zwłoki Niemców zostały ekshumowane i pochowane w masowej mogile, której położenie pozostaje nieznane. 5 maja 2017 z powodu ulewy osunęła się ziemia, która odsłoniła pozostałość cmentarza ewangelickiego – grobowiec z ośmioma metalowymi trumnami, w jakich chowało się nieboszczyków w XVII wieku. Mieszkańcy wspominali, że w miejscu tym przed laty znajdował się wielki, stary pomnik, który zburzono. Pomimo wielkiej wartości historycznej znaleziska i zainteresowaniu nim poznańskiego konserwatora zabytków proboszcz nakazał zakopanie grobowca.